# Iracionální číslo
V matematice je iracionální číslo (řecky arretos či alogos) každé reálné číslo, které není racionálním číslem, tedy takové číslo, které nelze vyjádřit jako zlomek, tedy podíl dvou celých čísel a/b, kde a a b jsou celá čísla a b není nula. Iracionální číslo má neukončený a neperiodický desetinný rozvoj.
Asi nejstarším a nejjednodušším příkladem iracionálního čísla je {\displaystyle {\sqrt {2}}}. Její iracionalitu lze dokázat celkem jednoduše sporem pomocí základních vlastností dělitelnosti (viz níže). Obecně platí, že odmocniny z přirozených čísel jsou buď přirozená anebo iracionální čísla, což lze snadno dokázat pomocí rozkladu na prvočísla (základní věty aritmetiky).
Také logaritmy jsou většinou iracionální, elementárně lze dokázat např. iracionalitu čísla {\displaystyle \log {2}}. Míníme dekadický logaritmus, pro přirozený {\displaystyle \ln {2}} to platí rovněž, důkaz je však podstatně složitější. Rovněž hodnoty exponenciálních, goniometrických apod. transcendentních funkcí jsou často iracionální čísla.
Mezi nejznámější iracionální čísla patří číslo {\displaystyle \pi }, vyjadřující délku kružnice s jednotkovým průměrem nebo Eulerovo číslo e, základ přirozených logaritmů. Tato čísla jsou dokonce transcendentní – nejsou kořeny žádné algebraické rovnice (rovnice, v níž jsou koeficienty racionální čísla).

## Historie
Objev je připisován matematikovi Pythagorovy školy jménem Hippasos, který dokázal, že úhlopříčka jednotkového čtverce nemůže být vyjádřena racionálním číslem.
Podle pověsti byl Hippasus svržen z lodi do moře a utopen, aby tento objev zůstal utajen.

## Důkaz iracionality odmocniny ze dvou
1. Předpokládejme, že {\displaystyle {\sqrt {2}}} je racionální číslo, což znamená, že by měla existovat přirozená čísla {\displaystyle a,b} taková, že {\displaystyle {\frac {a}{b}}={\sqrt {2}}}, přičemž budeme předpokládat, že daná čísla {\displaystyle a,b} nemají společného dělitele
2. Umocněním obou stran {\displaystyle {\frac {a}{b}}={\sqrt {2}}} dostaneme {\displaystyle {\frac {a^{2}}{b^{2}}}=2}, neboli {\displaystyle a^{2}=2b^{2}}.
3. Podle předchozího bodu je {\displaystyle a^{2}} sudé číslo. Využijeme-li toho, že druhá mocnina sudého čísla je opět sudé číslo, zatímco druhá mocnina lichého čísla je lichým číslem, můžeme tvrdit, že číslo {\displaystyle a} je sudé.
4. Je-li číslo {\displaystyle a} sudé, je možné jej vyjádřit jako {\displaystyle a=2r}, kde {\displaystyle r} je nějaké přirozené číslo.
5. Dosadíme-li {\displaystyle a=2r} do vztahu {\displaystyle a^{2}=2b^{2}}, dostaneme {\displaystyle 4r^{2}=2b^{2}}, což lze upravit na {\displaystyle 2r^{2}=b^{2}}.
6. Podle posledního vztahu je však číslo {\displaystyle b^{2}} sudé. Podobně jako v případě čísla {\displaystyle a^{2}} lze ukázat, že také číslo {\displaystyle b} je sudé.
7. Obě čísla {\displaystyle a} i {\displaystyle b} jsou sudá a tedy dělitelná 2. To je však v rozporu s předpokladem, že čísla {\displaystyle a,b} nemají společného dělitele. Původní předpoklad o existenci přirozených čísel {\displaystyle a,b} tedy neplatí a číslo {\displaystyle {\sqrt {2}}} nelze vyjádřit ve tvaru zlomku, což znamená, že číslo {\displaystyle {\sqrt {2}}} je iracionální.

Důkaz iracionality Ludolfova čísla resp. Eulerova čísla je obtížnější a podařil se teprve v druhé polovině osmnáctého století.

## Mohutnost množiny iracionálních čísel
Protože každé racionální číslo je možné vyjádřit podílem dvou celých čísel, množina racionálních čísel je nekonečná spočetná. Ale reálných čísel je nespočetně, tedy více než racionálních, takže iracionálních čísel musí být také nespočetně, množina iracionálních čísel má stejnou mohutnost jako množina čísel reálných, tzn. mohutnost kontinua. 
Důkaz tvrzení o nespočetnosti iracionálních čísel lze poměrně jednoduše nahlédnout takto: postupujme sporem, 
1. Pokud by množina všech iracionálních čísel byla spočetná, pak by existovalo vzájemně jednoznačné zobrazení mezi přirozenými čísly a iracionálními čísly. Pak by však také existovalo vzájemně jednoznačné zobrazení mezi lichými přirozenými čísly a čísly iracionálními.
2. Ze spočetnosti racionálních čísel obdobně plyne existence vzájemně jednoznačného zobrazení mezi sudými přirozenými čísly a racionálními čísly.

Z 1. a 2. by pak plynulo, že sjednocení racionálních a iracionálních čísel, což jsou čísla reálná, má stejnou mohutnost jako množina přirozených čísel, která je spočetná. Tím jsme se dostali ke sporu a předpoklad 1. nemůže platit. Proto množina iracionálních čísel má mohutnost větší než spočetnou a zároveň však nemůže mít mohutnost větší než její nadmnožina - čísla reálná, která má mohutnost kontinua.